# 에릭 요한슨
에릭 요한슨(1985년 4월~)은 스웨덴에서 태어나 체코 프라하에서 활동 중인 사진가이다.
사진 촬영과 함께 어도비의 포토샵을 이용한 디지털 후반 보정작업을 통해 초현실주의적 느낌의 사진 작품을 내놓고 있다. 2019년 한국에서 에릭 요한슨 사진전:Impossible is Possible 사진전을 열었다.